# Edgar Ferdinand Cyriax
Edgar Ferdinand Cyriax, né en 1874 et mort en 1955, est un médecin britannique.

## Biographie
D'origine suédoise, il obtient son doctorat en médecine à Édimbourg en 1901, puis poursuit ses études à Stockholm.
Il s'établit ensuite à Londres, et se spécialise dans la médecine orthopédique, dont il devient un spécialiste reconnu.
Il fit la première description du Syndrome de Cyriax.
Son fils James Cyriax devient lui aussi un éminent médecin orthopédique.